# ペラゴルニス
ペラゴルニス（学名：Pelagornis ）はペラゴルニス科 Pelagornithidae に属する絶滅海鳥の1属。ペラゴルニス科は嘴縁に真の歯ではない歯状突起を持つことから偽歯鳥類 (pseudodontorns) とも呼ばれており、ペラゴルニスにも同様の突起がある。構成種は漸新世から前期更新世にかけて生息していた。ペラゴルニス属の種は最大級の偽歯鳥類であり、その中の1種 P. sandersi は既知鳥類の中で最大の翼開長を持っていた。

## 分類
これまで4種が正式に記載されているが、他のすでに命名された偽歯鳥類の中にもペラゴルニス属に属するものが存在する可能性がある。模式種の Pelagornis miocaenus はフランス・アルマニャックの前期中新世アキタニアン堆積物（以前はその堆積物の年代は中期中新世と考えられていた）から発見された。Édouard Lartet によって命名されたこの学名（鳥類学者 Storrs L. Olson が言うところの『これまで化石に命名された中で最も想像力に欠けた名前』）はこの鳥類の驚くべきかつ当時前例のない大きさに関した言及が全く無く、単に「中新世の遠洋性鳥類」を意味する。多くの偽歯鳥類と同じく、当初は管鼻類（ミズナギドリ目）のアホウドリ類に近縁だと考えられていたが、後にペリカン目に分類され、ペリカン目の中ではウとカツオドリが属する亜目 (Sulae) か、もしくは他の偽歯鳥類と統合されて Odontopterygia 亜目に含められた。
P. miocaenus が科学的に記載された最初の偽歯鳥類であった一方、同属の Pelagornis mauretanicus は2008年になって命名された。本種は模式種とわずかに異なるだけだがずっと新しい時代の種だった。化石はモロッコ・Ahl al Oughlam のジェラシアン堆積物（250万年前：後期鮮新世/前期更新世、MN17）から発見された。

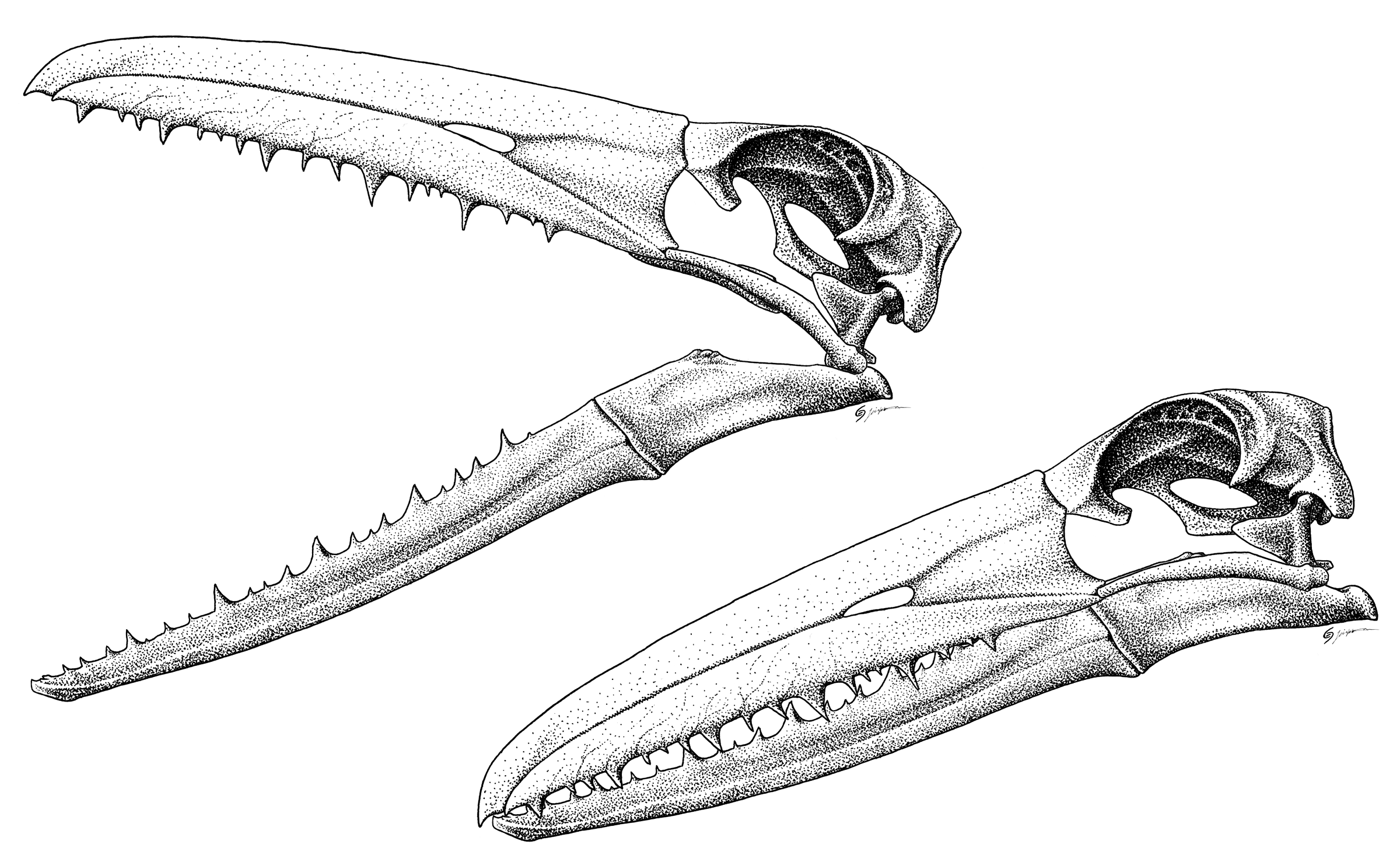
P. sandersi の復元頭骨図

さらに他の化石が（主としてその大きさと中新世という時代から）ペラゴルニス属とされたが、たいていは具体的な種には割り当てられていない。アメリカ合衆国のそのような標本としては、メリーランド州とヴァージニア州の中期中新世 Calvert 累層産のものや、ノースカロライナ州 Lee Creek Mine の同じく中期中新世 Pungo River 累層産のものがある（ただしこの標本には少なくとも一つさらに別のペラゴルニス科鳥類が含まれる可能性がある）。USNM 244174（足根中足骨の断片）はサウスカロライナ州チャールストン近郊で発見されたもので P. miocaenus と同定され、それより少し小さい左第三中足骨滑車 USNM 476044 もこれに同定されるかもしれない。おそらく本属のものと思われる壊れてはいるがかなり完全な胸骨標本 LHNB (CC-CP)-1 がポルトガル・Costa da Caparica 近郊のサーラバリアン-トートニアン境界（中期-後期中新世）から産出している。チリの Bahía Inglesa 累層産のいくつかの標本が同時代とされているが、この地層から産出した他の標本はペルーの Pisco 累層産化石と同じく後期中新世-前期更新世産とされている。
南アメリカの化石（同じような大きさと時代だが、直接比較可能な部位は含まれていない）が1種なのか2種なのかは不明である。オレゴン州中新統産の非常に磨滅した胸骨と他数点の化石は、ほぼ同時代のカリフォルニア州産標本と同様ペラゴルニス属とされることがあるが、これは誤りであると考えられる：この標本は（同時代北太平洋産の Osteodontornis でないとするならば）同定不能とみなす方が良い。時代的空間的な隔りを考えると、太平洋側で産出した標本は全て P. miocaenus とは別種か、むしろ Osteodontornis に近縁な鳥類のものである可能性は大きい。実際、より古い Bahía Inglesa 累層産でペラゴルニス属と仮同定されている標本の何点かは、最初は誤って詳細が不明な Pseudodontornis と誤同定されていたし、ニュージーランド・カンタベリー地方北部 Waipara River 河口近くの崖の Waiauan 階（中期-後期中新世）から産出した上腕骨近位片（CMNZ AV 24,960、当初は遠位片と間違われていた）は  O. orri とも P. miocaenus とも少し違うように思われる。一方で、Pisco 累層標本（Bahía Inglesa のものと同種またはその直系子孫の可能性がある）は Osteodontornis とは明確に異なる。ただし、中新世にはまだパナマ地峡が形成されていなかったことは留意しなければならない。
Pelagornis sandersi は2014年7月に記載され、年代は2500万年前の漸新世チャッティアンとされている。 P. sandersi 唯一の化石は1983年サウスカロライナ州チャールストン国際空港で新しいターミナルビルの建築中に James Malcom によって発見された。この鳥が生存していた2500万年前は全地球の気温は高く、発見場所は当時は海洋だった。発見後 P. sandersi の化石は目録に載せられ、2010年に古生物学者の  Dan Ksepka が再発見するまでチャールストン博物館 (Charleston Museum) に収蔵されていた。この鳥は P. sandersi の発掘を指揮したチャールストン博物館の前の自然史部門長 Albert Sanders にちなんで名付けられた。この化石は現在のところ、Ksepka が2014年に新種であると同定したチャールストン博物館にある。

### シノニムと関係

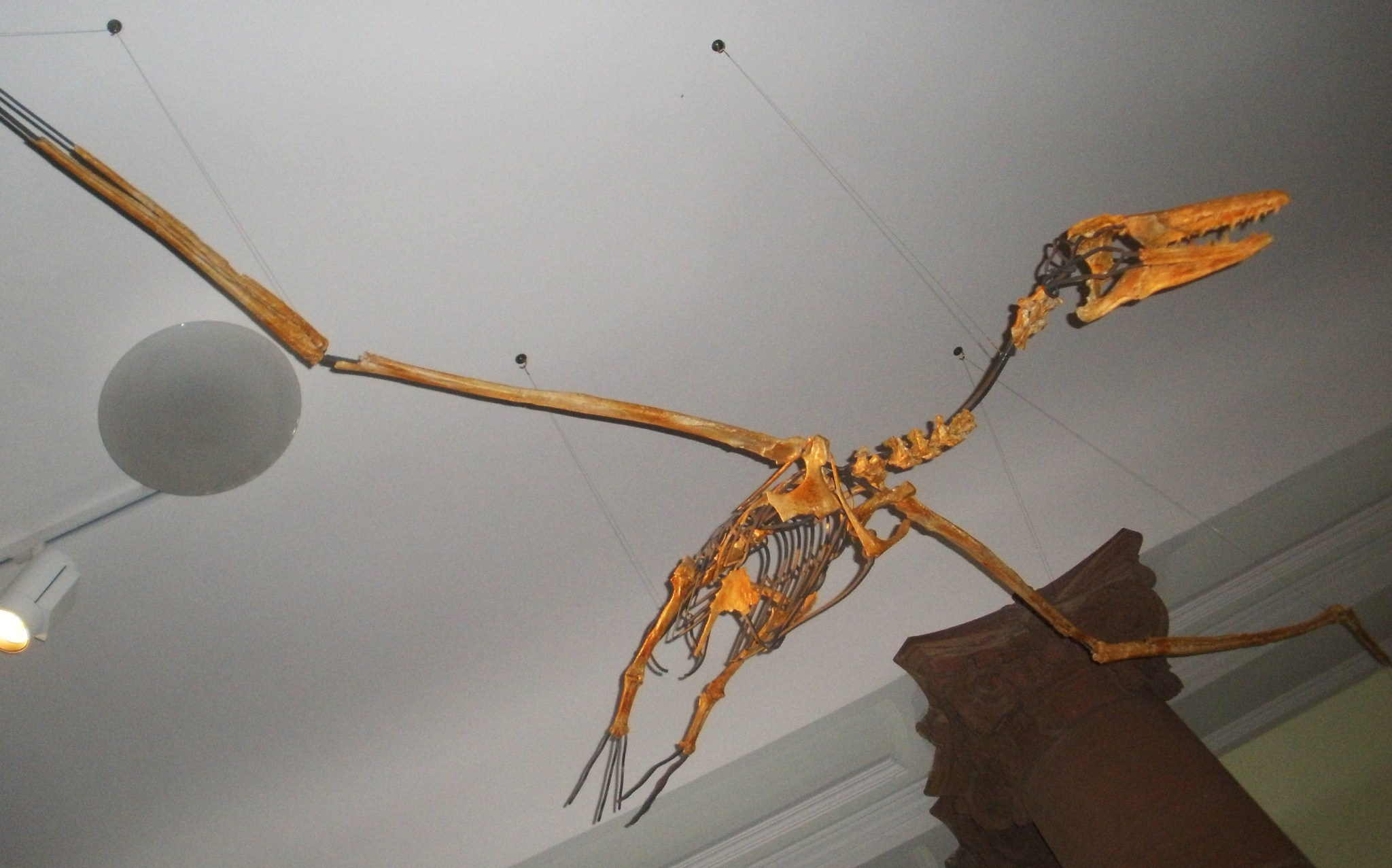
下から見た P. chilensis 骨格

ボルドー自然史博物館 (Muséum d'histoire naturelle de Bordeaux) 収蔵の上腕骨には "Pelagornis Delfortrii 1869" とのラベルが付随している。このラベルにある名称は P. miocaenus のシノニムリストに載っており、有効に設立されたタクソンでもなく、標本が P. miocaenus 化石と比較されてもいないらしい。これはどうやらミズナギドリ目の Plotornis delfortrii（これもアキタニアンでフランスの Léognan 産）のシンタイプ標本の一つに対する言及らしく、Plotornis delfortrii という名前自体は1870年代にアルフォンス・ミルヌ＝エドワールによって記載された：裸名である "Pelagornis delfortrii" が P. miocaenus のシノニムとされた時、この偽歯鳥類は Léognan 堆積物からも産出したと主張されたが、実際にはここでは発見されていない。一方で Pseudodontornis は古第三紀の大型偽歯鳥類であると一般的に認められている。この属の構成種は皆、初期に記載されたタクソンのジュニアシノニムであるとはあまり考えられていない。始新世-漸新世（おそらく）産の模式種 Pseudodontornis longirostris はペラゴルニス属に属する可能性があるが、時代や来歴が不明瞭であることを考慮に入れると、同属であると決定する段階に至る以前に、明確にペラゴルニス属であるとされる試料との比較（これは現在でも不足している）が必要とされるだろう。この点においては、Palaeochenoides もまた  P. longirostris に含まれるという仮説を立てられ、そこに属するのかどうかこちらもペラゴルニス属との比較が必要とされている。

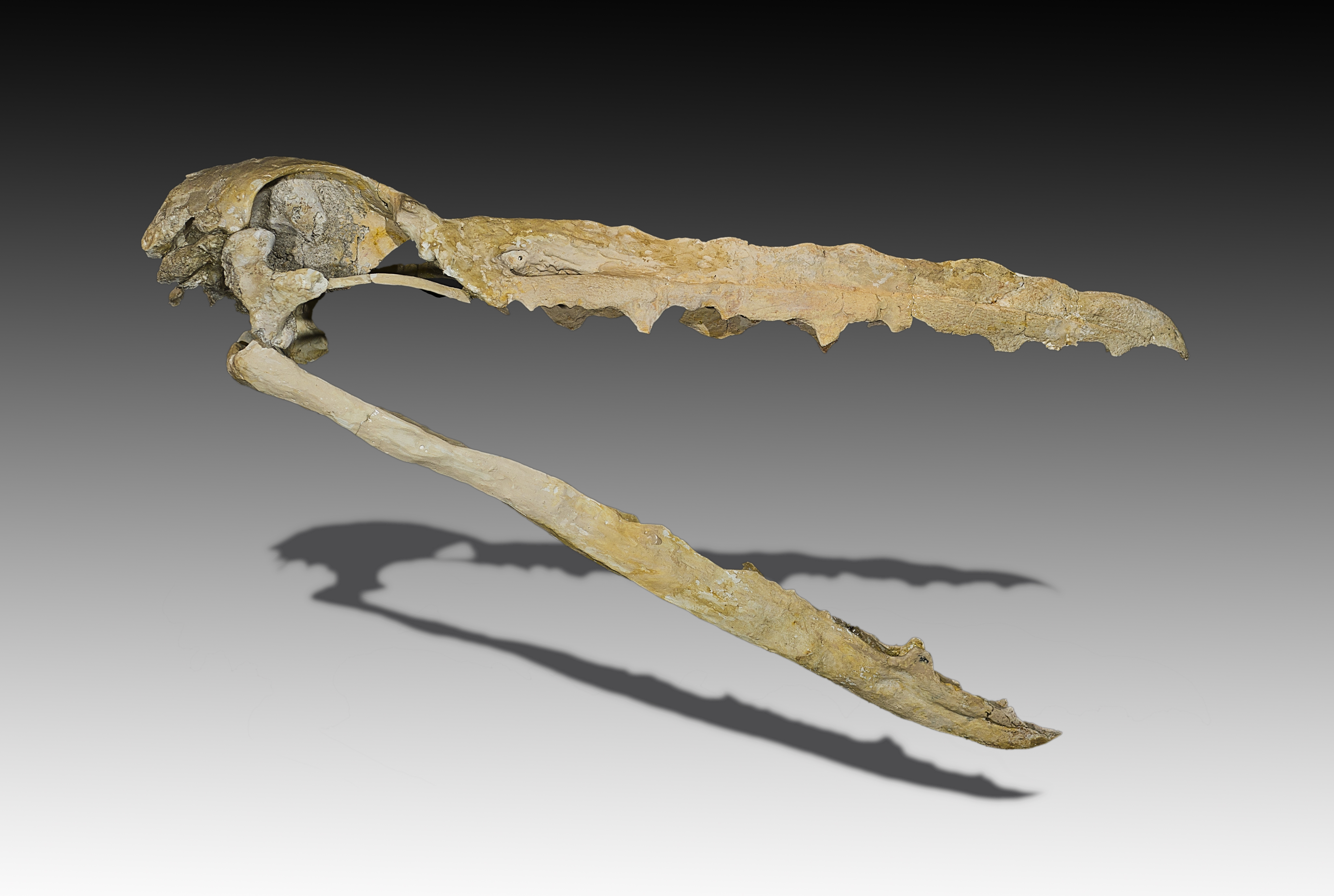
P. mauretanicus 頭骨

ペラゴルニスの類縁関係についてはあまり熱心には研究が行われてこなかった：というのも、本属の化石は非常に多く知られている一方で、ほとんどの他の偽歯鳥類化石は希少であり、直接的な比較はほとんどの化石が損傷状態にあるせいでさらに困難になっているためである。中期始新世の大西洋から産した巨大な Gigantornis は、破損しているがそれほど不完全ではない胸骨を基に設立され、実際には Dasornis である可能性がある。Gigantornis では叉骨との関節面は竜骨突起の先端にある前方を向く平坦面とそのすぐ上で外方に向かう角度で面する同様の平坦面からなり、吻外棘 (spina externa rostri) の断面は古フランス式エスカッシャンの形をしている。少し小型の LHNB (CC-CP)-1 は竜骨突起があまり鋭く突出してはおらず、叉骨との関節面は前縁で瘤状になっており、吻外棘断面は細い。これらの差異は非常に顕著である一方、この2化石がダイナミック・ソアリングを行う近縁な大型海鳥であることは明らかで、Gigantornis と LHNB (CC-CP)-1 を隔てるおよそ3000万年の時間を考えると、それらの差異にも関わらずこの古第三紀のタクソンはこの中新世鳥類の祖先に非常に近いのかもしれない。
いずれにせよ、偽歯鳥類の科名である "Pelagornithidae" （ペラゴルニス科）はそれ以前に一般的に用いられていた Pseudodontornithidae に対する先行シノニムとして広く置き換えられた。Pseudodontornis がこれらの鳥類とは別の系統であったとされた場合には、Pseudodontornithidae という科名が再び有効となる可能性はある。また、Dasornis とより小型の Odontopteryx 間に存在するとされた類似点は共有祖先形質であるらしく、お互いとの関係やペラゴルニス属との関係を考慮する際には有益ではない。むしろ、これらの大型偽歯鳥類は1つのクレードを形成すると考えられ、この場合にはたとえ Odontopterygiformes 目の中に複数の科が設けられるとしても、Pseudodontornithidae は Cyphornithidae や Dasornithidae と同じように正しく Pelagornithidae のシノニムであると見なされる。

## 記載

### 大きさと翼開長

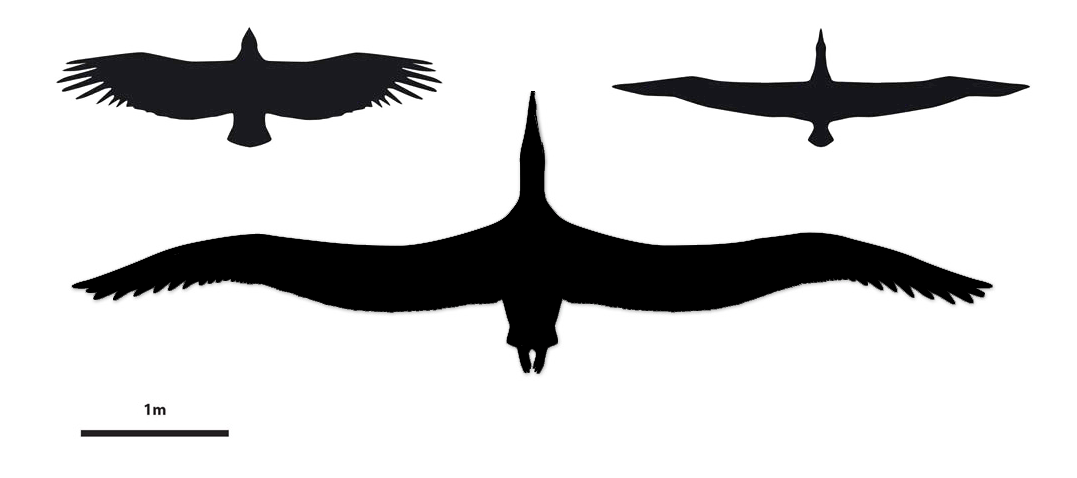
Pelagornis sandersi とコンドル (Vultur gryphus) ・ワタリアホウドリ (Diomeda exulans) との大きさ比較

P. sandersi 唯一の標本は翼開長がおよそ 6.06-7.38 m と推定されているが、これはこれまで発見された飛行鳥類の中で最大の翼開長であり、現生鳥類最大の翼開長を持つワタリアホウドリ（最大 3.7 m）の2倍の大きさである。この点においてはそれまでの翼開長最大記録保持者であった同じ絶滅鳥類のアルゲンタヴィス (Argentavis magnificens) にとって変わった。羽毛を除いた骨格での翼開長は、P. sandersi で 5.2 m と推定されているのに対し A. magnificens では 4 m である。
化石標本で見ると、P. miocaenus は最大級の偽歯鳥類の1つであり、Osteodontornis やそれより古い Dasornis と比べてもほとんど大きさに差がない。その頭部は生存時には約 40 cm はあったに違いなく、翼開長はおそらく 5 m 超、ひょっとしたら 6 m に近かったかもしれない。

### 頭骨

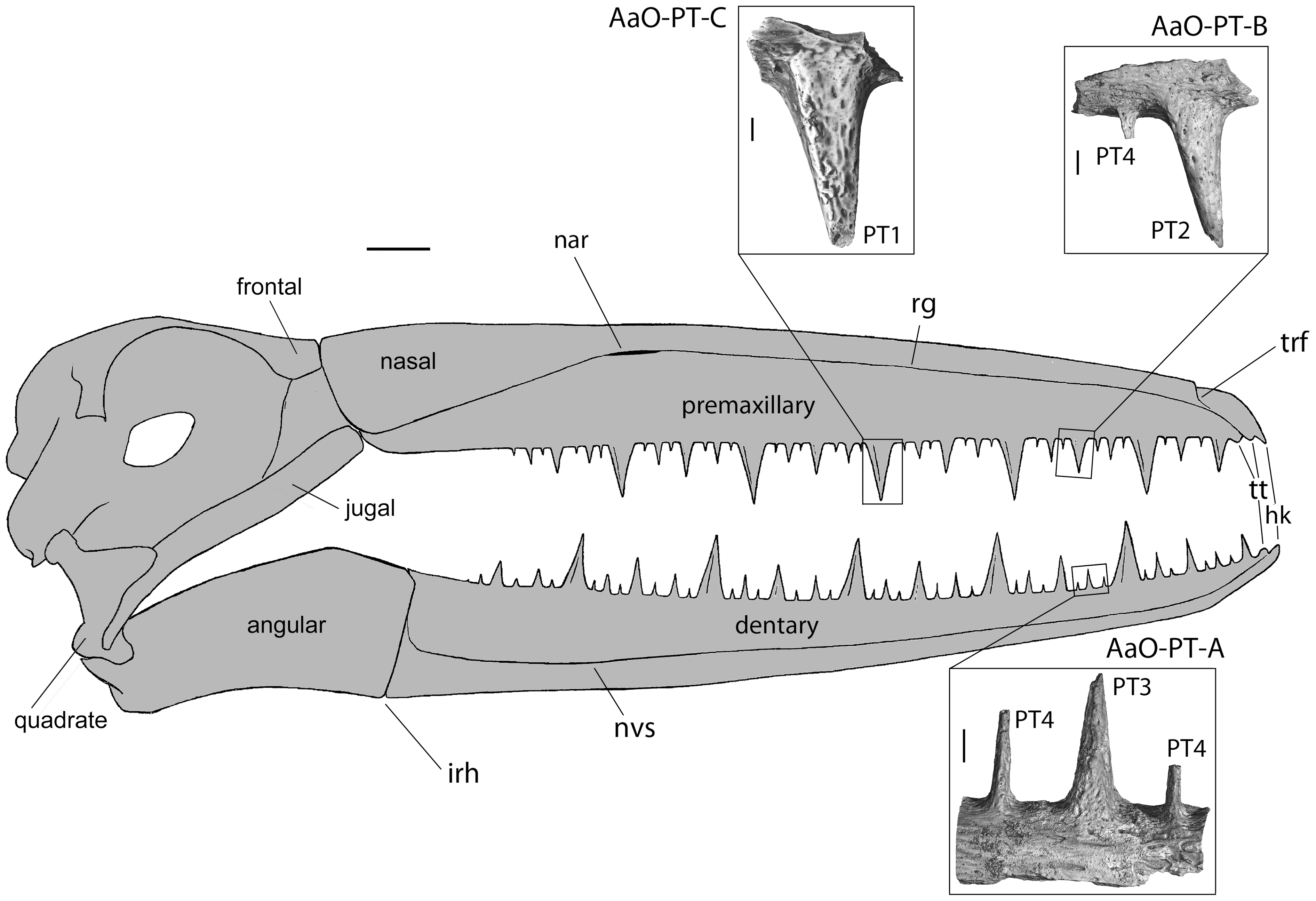
P. mauretanicus の頭骨図と偽歯

他の全てのペラゴルニス科鳥類と同様に、P. sandersi は嘴縁に歯状または瘤状の延長部（"pseudo-teeth"：偽歯と呼ばれる）を持ち、生存時には滑りやすい獲物をしっかりと保持するのに役立っていた。Ksepka は P. sandersi の "歯" について『エナメル質を持たず、歯槽から生えているのでもなく、生涯を通して抜けたり生え変わったりもしない』と言及している。同時代の Osteodontornis とは異なり（しかしもっと古い Pseudodontornis とは同じように）ペラゴルニスの大型 "歯" それぞれ2本の間には1本の小型 "歯" が位置していた。ペラゴルニスでは眼窩奥の塩類腺は非常に大きくよく発達している。

### 体骨格
ペラゴルニスは、上腕骨の三頭筋気孔窩 (fossa pneumotricipitalis) に気孔 (foramen pneumaticum) を持たない・広背筋の上腕骨への付着部は2つに分かれておらず細長い単一の付着部となっている・尺骨に腹側側副靱帯 (ligamentum collaterale ventrale) 付着隆起が突出していない、などの相違点によって Dasornis や同時代でもっと小型の Odontopteryx と区別される。Odontopteryx とペラゴルニスとのさらなる違いは足根中足骨 (tarsometatarsus) に見られる：ペラゴルニスでは深い第一中足窩 (fossa metatarsi I) がある一方で第三中足骨滑車 (trochlea metatarsi III) があまり前方に出ていない。オレゴン州 Mist 近郊の Pittsburg Bluff 累層（始新世-漸新世）産の上腕骨破片 LACM 127875 から、P. miocaenus は上腕骨外側粗面があまり肩の方まで広がらない点や広い陥凹によって肘方端から分離されている点などで区別される。上腕骨頭はより内側に屈曲し、そこで見られる大きな突出部はすぐ近くで終わりとなる。前述の Waipara River 産上腕骨はこの点で P. miocaenus 標本と一致する。仮にオレゴン産化石が Cyphornis や Osteodontornis と関係があり、また P. miocaenus とニュージーランド標本に見られる特徴が派生形質であるならば、後者2者は実際非常に近縁なのかもしれない。

## 純古生物学

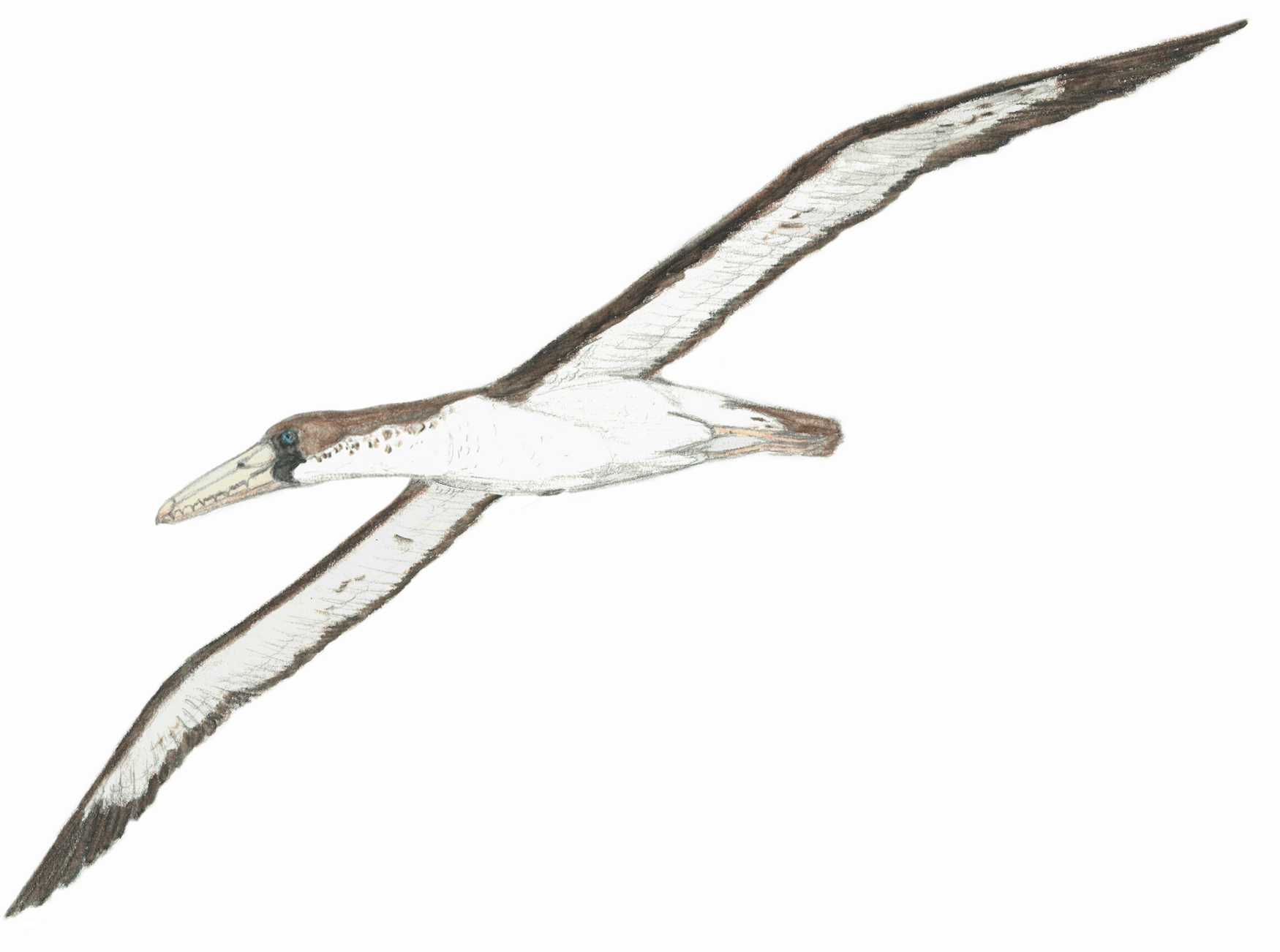
P. chilensis の復元図

P. sandersi は短くずんぐりした脚を持ち、おそらく崖の端から跳び出さないと飛行できなかった。これは発見地が海岸沿いであったことからも裏付けられる。元々、P. sandersi が飛行可能であったのかどうかについては論争があった。それより以前に飛行可能な鳥類の最大翼開長は 5.3 m と推定されており、その最大値を超えると鳥を飛行させておくために必要な力が鳥の筋肉が出せる力を上まってしまうと考えられていた。しかしながら、この推定値はその鳥が翼を羽ばたかせることにより上空に留まるエネルギー量を前提として計算されていた一方、P. sandersi は洋上で海面近くの気流に乗って滑空していたらしく、このような飛び方は羽ばたきによって上空を飛行するよりも要求されるエネルギー量は少ない。P. sandersi の飛行速度は 60 km/h に達したと推測されている。P. sandersi の大きな翼開長と滑空能力は、狩の間も着陸せずに長大な距離を飛び進むことを可能としていただろう。P. sandersi はその大きさから（長い羽毛は生え替わるのにも時間がかかるため）飛ぶための風切羽が一度に換羽した（カイツブリのように）と思われる。P. sandersi は現生のアホウドリのように滑空していたと推論されているが、Dan Ksepka によれば、最も近縁な現生種はニワトリとアヒルである。偽歯鳥類の系統については新鳥類の基底的位置にいると見なされており、ニワトリが属するキジ目とアヒルが属するカモ目から構成されるキジカモ類の中にいる、新顎類の中でクラウンキジカモ類と姉妹群を形成する、新鳥類の中でクラウン新顎類と姉妹群を形成する、などいくつかの説がある。
22-40 kg という体重は鳥類飛行の機構に関する支配的な理論では重すぎると考えられていたため、この種が本当に飛行可能であるという考えに驚愕を示す科学者もいた。ノースカロライナ州ダーラムにある国立進化総合センター (National Evolutionary Synthesis Center) の Dan Ksepka（発見された化石が新種であると同定した人物）は、部分的にはその相対的に小さい胴体と長い翼のために飛行は可能であり、アホウドリのように生涯のほとんどを海洋で過ごしたと考えている。Ksepka は現在 P. sandersi がどのように進化してきたのか、何が原因で絶滅したのか、を解明することに焦点を当てている。

## 分布
ペラゴルニスの化石は以下の地域で発見されている：
始新世
- モロッコ、Aridal 累層（バートニアン）
- 南極・シーモア島、La Meseta 累層

漸新世
- サウスカロライナ州、Chandler Bridge 累層

中新世
- オーストラリア、Black Rock 累層
- チリ、Bahía Inglesa 累層 (Mayoan-Montehermosan)
- フランス、Molasse Coquilliere 累層
- ヴァージニア州、Calvert 累層
- ニュージーランド・カンタベリー地方・Waipara River河口 (Waiauan)
- ペルー、Pisco 累層 (Chasicoan-Huayquerian)
- ポルトガル・Tagus Basin・Costa da Caparica または Fonte da Pipa
- ヴェネズエラ、Castillo 累層 (Colhuehuapian-Santacrucian) と Capadare 累層 (Laventan-Mayoan)

鮮新世
- ニュージーランド、Greta 累層
- カリフォルニア州、Purisima 累層
- ノースカロライナ州、Yorktown 累層

前期更新世
- モロッコ・Ahl al Oughlam

### 文献
- Bourdon, Estelle (2005). “Osteological evidence for sister group relationship between pseudo-toothed birds (Aves: Odontopterygiformes) and waterfowls (Anseriformes)”. Naturwissenschaften 92 (12):  586–91. Bibcode: 2005NW.....92..586B. doi:10.1007/s00114-005-0047-0. PMID 16240103. Electronic supplement (requires subscription)
- Brodkorb, Pierce (1963). “Catalogue of fossil birds. Part 1 (Archaeopterygiformes through Ardeiformes)”. Bulletin of the Florida State Museum, Biological Sciences 7 (4):  179–293.
- Chávez, Martín; Stucchi, Marcelo & Urbina, Mario (2007): El registro de Pelagornithidae (Aves: Pelecaniformes) y la Avifauna Neógena del Pacífico Sudeste [The record of Pelagornithidae (Aves: Pelecaniformes) and the Neogene avifauna of the southeast Pacific]. Bulletin de l’Institut Français d’Études Andines 36(2): 175–197 [Spanish with French and English abstracts]. PDF fulltext
- Goedert, James L. (1989). “Giant Late Eocene Marine Birds (Pelecaniformes: Pelagornithidae) from Northwestern Oregon”. Journal of Paleontology 63 (6):  939–944. Bibcode: 1989JPal...63..939G. doi:10.1017/S0022336000036647. JSTOR 1305659.
- Hopson, James A. (1964). “Pseudodontornis and other large marine birds from the Miocene of South Carolina”. Postilla 83:  1–19.
- Lanham, Urless N. (1947). “Notes on the phylogeny of the Pelecaniformes”. Auk 64 (1):  65–70. doi:10.2307/4080063. JSTOR 4080063.
- Mayr, Gerald (2008). “A Skull of the Giant Bony-Toothed Birddasornis(Aves: Pelagornithidae) from the Lower Eocene of the Isle of Sheppey”. Palaeontology 51 (5):  1107–1116. Bibcode: 2008Palgy..51.1107M. doi:10.1111/j.1475-4983.2008.00798.x.
- Mayr, Gerald (2009): Paleogene Fossil Birds. Springer-Verlag, Heidelberg & New York. ISBN 3-540-89627-9
- Mayr, Gerald; Hazevoet, Cornelis J.; Dantas, Pedro & Cachāo, Mário (2008). “A sternum of a very large bony-toothed bird (Pelagornithidae) from the Miocene of Portugal”. Journal of Vertebrate Paleontology 28 (3):  762–769. doi:10.1671/0272-4634(2008)28[762:ASOAVL]2.0.CO;2. JSTOR 20491001.
- Mayr, Gerald & Rubilar-Rogers, David (2010). “Osteology of a new giant bony-toothed bird from the Miocene of Chile, with a revision of the taxonomy of Neogene Pelagornithidae”. Journal of Vertebrate Paleontology 30 (5):  1313–1330. Bibcode: 2010JVPal..30.1313M. doi:10.1080/02724634.2010.501465.
- Mlíkovský, Jirí (2002): Cenozoic Birds of the World, Part 1: Europe. Ninox Press, Prague.
- Mlíkovský, Jirí (2009). “Evolution of the Cenozoic marine avifaunas of Europe”. Annalen des Naturhistorischen Museums in Wien A 111:  357–374.  オリジナルの2016-04-12時点におけるアーカイブ。 2009年8月20日閲覧。.
- NASA Earth Observatory (NEO) (2008): Panama: Isthmus that Changed the World. Version of 2008-SEP-22. Retrieved 2009-SEP-24.
- National Museum of Natural History Department of Paleobiology (NMNH-DP) [2009]: Paleobiology Collections Search. Version of 2009-AUG-07. Retrieved 2009-AUG-22.
- Olson, Storrs L. (1985): The Fossil Record of Birds. In: Farner, D. S.; King, J. R. & Parkes, Kenneth C. (eds.): Avian Biology 8: 79–252.
- Rasmussen, Pamela C. (1998). “Early Miocene Avifauna from the Pollack Farm Site, Delaware”. Delaware Geological Survey Special Publication 21:  149–151.[リンク切れ]
- Rincón R., Ascanio D. & Stucchi, Marcelo (2003): Primer registro de la familia Pelagornithidae (Aves: Pelecaniformes) para Venezuela [First record of Pelagornithidae family from Venezuela]. Boletín de la Sociedad Venezolana de Espeleología 37: 27–30 [Spanish with English abstract]. PDF fulltext
- Scarlett, R. J. (1972). “Bone of a presumed odontopterygian bird from the Miocene of New Zealand”. New Zealand Journal of Geology and Geophysics 15 (2):  269–274. Bibcode: 1972NZJGG..15..269S. doi:10.1080/00288306.1972.10421960.
- Walsh, Stig A. (2000): Big-chested birds – exciting new avian material from the Neogene of Chile. Talk held at the 48th Annual Symposium of Vertebrate Palaeontology and Comparative Anatomy, 1 September 2000, Portsmouth, UK.
- Walsh, Stig A. & Hume, Julian P. (2001). “A new Neogene marine avian assemblage from north-central Chile”. Journal of Vertebrate Paleontology 21 (3):  484–491. doi:10.1671/0272-4634(2001)021[0484:ANNMAA]2.0.CO;2.[リンク切れ]
- アラン・フェドゥーシア『鳥の起源と進化』平凡社、2004年。ISBN 4-582-53715-4。
- 松岡廣繁『鳥の骨探』エヌ・ティー・エス、2009年。ISBN 978-4860432768。
- 日本獣医解剖学会『家禽解剖学用語』学窓社、1998年。ISBN 978-4873620855。